# Diamond Stars
Diamond Stars is een voetbalclub uit Koidu, Sierra Leone.

## Erelijst
Landskampioen
2012, 2013
Bekerwinnaar
1992